# Philotrypesis longiventris
Philotrypesis longiventris är en stekelart som beskrevs av Girault 1915. Philotrypesis longiventris ingår i släktet Philotrypesis och familjen fikonsteklar. Inga underarter finns listade i Catalogue of Life.